# Kościół św. Trójcy we Wrzelowcu
Kościół świętej Trójcy – rzymskokatolicki kościół parafialny (parafia Świętej Trójcy w Kluczkowicach) należący do dekanatu Opole Lubelskie archidiecezji lubelskiej.
Obecna świątynia została wybudowana w latach 1777-1784 i ufundowana przez Zofię Lubomirską. W dniu 28 sierpnia 1955 roku konsekrował ją biskup Tomasz Wilczyński.
Jest to budowla wzniesiona w stylu klasycystycznym, murowana, zaplanowana na rzucie wydłużonego ośmiokąta. We wnętrzu znajduje się piękne sklepienie zwieńczone latarnią.
W drewnianym ołtarzu głównym jest umieszczony obraz Trójcy Przenajświętszej pochodzący z końca XVIII wieku. Dwa ołtarze boczne są dedykowane Matce Bożej Częstochowskiej oraz Panu Jezusowi
Ukrzyżowanemu. W niszach ścian świątyni są umieszczone obrazy, pierwszy namalowany przez Antoniego
Michalaka w połowie XX wieku - „Trójca Święta” oraz drugi „Adoracja Dzieciątka przez
Franciszkanów”, powstały w pierwszej połowie XIX wieku. Do wyposażenia należy także neogotycki konfesjonał z drewna dębowego, wykonany na początku XX wieku (drugi, reprezentujący ten sam styl pochodzi z 2000 roku).

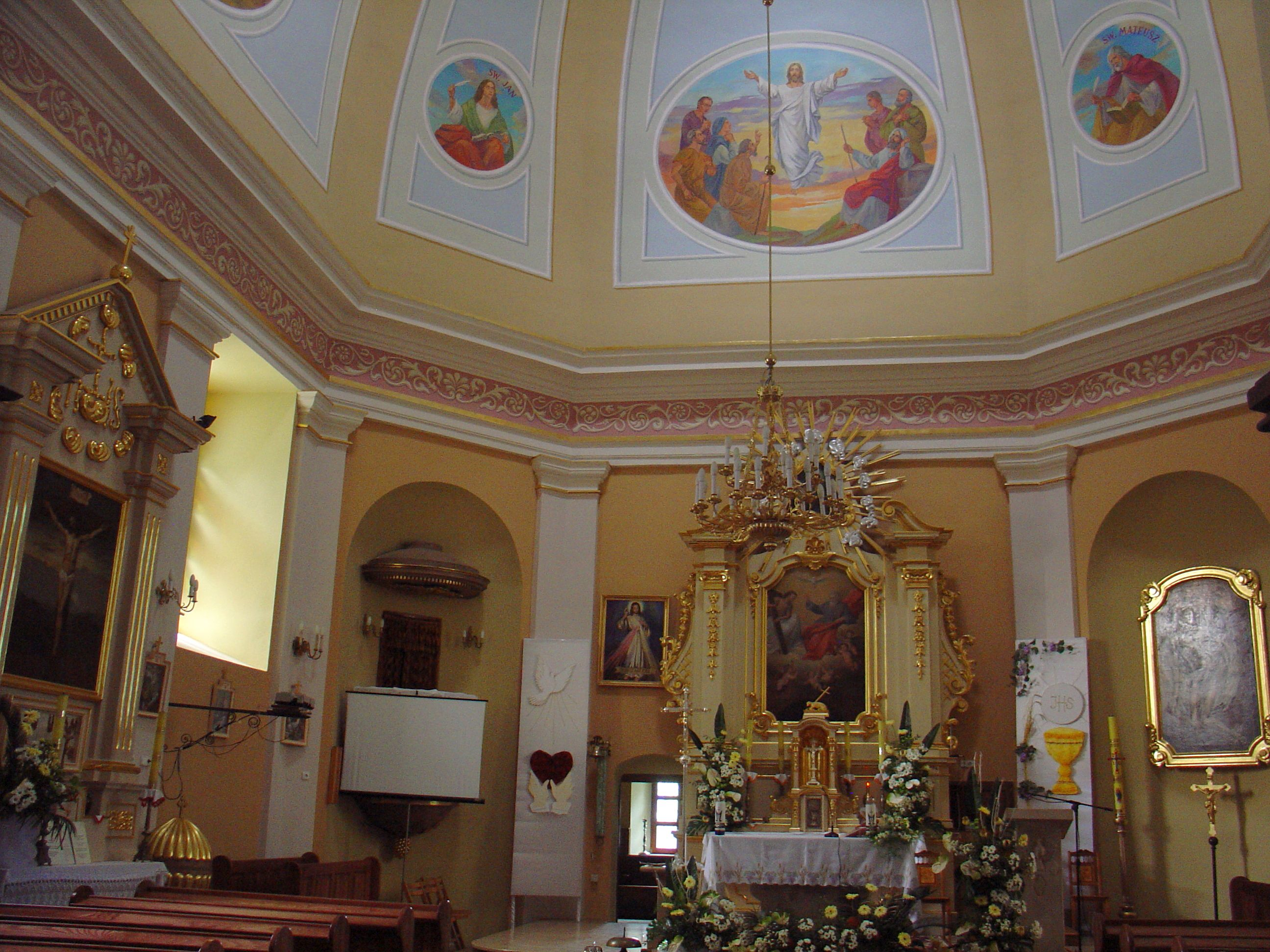
Wnętrze kościoła
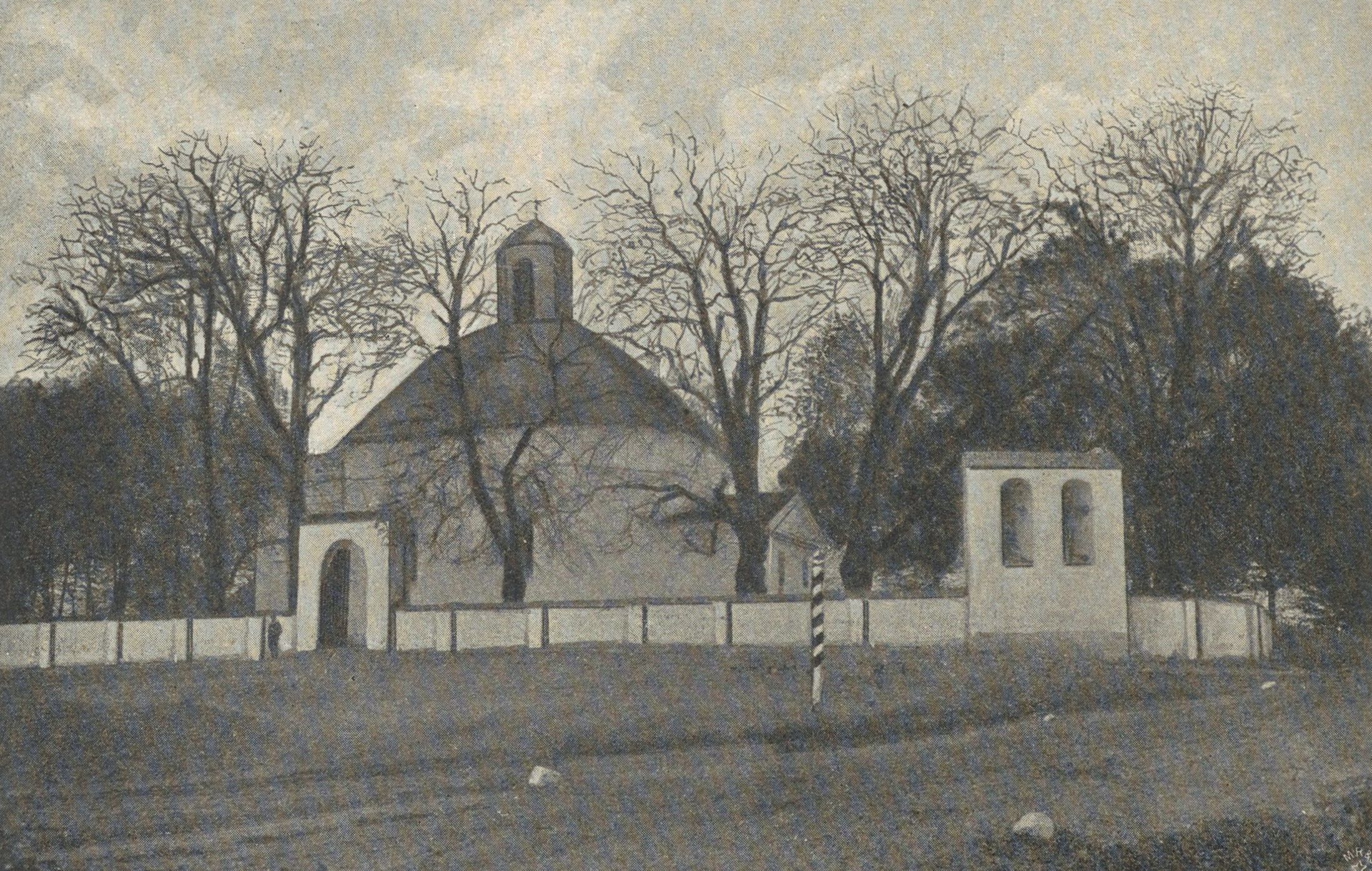
Widok kościoła przed 1908